# Signe Klejs
Signe Klejs (født 28. februar 1974 i Aarhus) er en dansk kunstner.
Hun er uddannet fra Kolding Designskole og Universität der Künste Berlin.
Hun arbejder på tværs af kunstarter og hendes værker strækker sig over scenekunst, stedsspecifik kunst, kunstmusik, videokunst, installationskunst, billedkunst, formidlingsdesign og tværmediale projekter.
I forbindelse med Aarhus som Europæisk Kulturhovedstad 2017 har hun skabt Hesitation of Light. Hver aften gentages solnedgangens farver i en oplysning af Ringgadebroen i Aarhus.